# Luciano García del Real
Luciano García del Real Sánchez (Oviedo, 1835-Barcelona, 7 de julio de 1902) fue un escritor y periodista español, hermano del también escritor Timoteo García del Real y tío de la pedagoga Matilde García del Real y Álvarez Mijares.

## Biografía
Su padre fue el jefe de negociado Tomás García del Real Suárez, nacido el 7 de marzo de 1796 en Oviedo y fallecido también allí en 1868, aunque el hermano mayor de Luciano, Timoteo, nació en Puerto de Vega; a comienzos de los años treinta del siglo XIX la familia se trasladó a Oviedo, donde nació Luciano. Allí estudió Bachillerato y el curso preparatorio para la carrera de Derecho. Marchó a Madrid en 1865 a intentar sobrevivir de su vocación literaria, logrando más fama que pecunio. Escribió sobre todo narraciones y leyendas históricas. Según Manuel Ossorio y Bernard, colaboró en Los Niños, en El Cascabel, La Ilustración Española, El Correo Militar, La Lectura y otros periódicos. Falleció repentinamente en Barcelona el 7 de julio de 1902. También colaboró en la Revista de España y La Ilustración Española y Americana.
En 1873 publicó Paloma y águila y en 1876 Aurora y Félix, ambas novelas, y en la prensa numerosos cuentos y leyendas históricas que fueron bien acogidas. En 1885 tuvo la oportunidad de publicar en Barcelona la novela La marquesa de Campoalegre y se trasladó allí, donde publicó también en 1887 una novela ambientada en su época, La maestra de Alboraya, con una carta-prólogo de Pilar Pascual de Sanjuán, directora de la Escuela Normal de Barcelona y amiga de su sobrina, la pedagoga Matilde, vinculada a la Institución Libre de Enseñanza. Luciano se casó con Herminia Pino, fallecida en 1939, de la que no tuvo hijos. 
También escribió posteriormente algunos libros de carácter didáctico, como Páginas de la creación. Enciclopedia de historia natural, o resumen de todas las ciencias naturales, dando preferencia a la antropología, geología, paleontología, etcétera, teniendo a la vista cuanto se ha publicado modernamente por Cuvier, Humboldt, Darwin, Spencer, Bhrem, etcétera, publicado en Barcelona en 1888 en tres vols., y Artes y oficios, libro de lecturas para muchachos (Barcelona, 1890), reimpreso al menos cuatro veces más. Mencionar a Darwin en un libro didáctico le causó algunos problemas en la Universidad de Barcelona. También pane lucrando escribió la Guía Diamante de Barcelona publicada en 1896 y la Guía Diamante de Montserrat, publicada en 1859. Publicó la que consideraba su obra más importante, las leyendas y narraciones de carácter histórico, en cinco volúmenes bajo el título general de Tradiciones y leyendas españolas. Los dos últimos tomos fueron publicados en 1899. En la Revista de España publicó dos leyendas asturianas, «Los vaqueros de Asturias» y «Recuerdos del castillo de Noreña», que no están recogidas en esos cinco tomos.

## Obras

### Novela
- Paloma y águila, Madrid, 1873.
- Aurora y Félix. Novela original, Madrid, 1876.
- La marquesa de Campoalegre, Barcelona, 1885
- La maestra de Alboraya. Historia contemporánea, 1887.
- Ochenta tradiciones y leyendas españolas, Barcelona: Luis Tasso, 5 vols., 1898-1899. Reimpresas modernamente en Barcelona por La Gaya Ciencia.
- Tradiciones y leyendas españolas. La noche toledana (Nuño el Fuerte - Beatriz de Moncada y Guillermo de San Martín - Un crimen del orgullo - Un invencible vencido - La leyenda de los siete panes - El perdón de Alhamar, el Nazarita - El rey de la mano horadada - Macías el Enamorado - La batalla de los siete condes - El señor de Giribaile no se muere de sed ni de hambre - El gabán de don Enrique el Doliente Barcelona: L. Tasso, 1898.
- El caballo de Aliatar, 1898.
- El fratricidio de Montiel, El Bastardo de don Álvaro de Luna, la Virgen de la Azucena, Rey valiente y desgraciado, Fuenteovejuna lo mató, la leyenda de Cervantes y Velazquez, etc., 1898.
- El gran Duque de Alba. La viuda de Padilla. La leyenda de fray Luis de Granada. En busca de un político insigne. Dos lirios. Genio y puños ó nuestra tradición en Inglaterra. La diplomacia viril. Francisco de Vinatea. Una dama y un ingenio. Algunos tipos tradicionales: Los aficionados. La payesa del Montseny. Tradiciones familiares: La madrecita; La mejor carrera. Al público y al "Diario de Barcelona", Barcelona: Luis Tasso, 1899, vo. V.
- Un guerrillero y un milagro de la Virgen del Pilar, s. a.

### Traducciones
- Gabriel Ferry, Escenas de la vida mejicana.
- Octave Feuillet, Historia de un joven pobre.

### Didáctica
- Con Pelegrin Casabó y Pagés, Páginas de la creación. Enciclopedia de historia natural, o resumen de todas las ciencias naturales, dando preferencia a la antropología, geología, paleontología, etcétera, teniendo a la vista cuanto se ha publicado modernamente por Cuvier, Humboldt, Darwin, Spencer, Bhrem, etcétera,  Barcelona, 1888 3 vols.
- Con José Paluzíe, Artes y oficios: visitas instructivas á talleres y fábricas: libro de lectura, Barcelona, 1890; reimpreso en Barcelona: Hijos de Paluzíe, 1901.

### Guías
- Guía Diamante de Barcelona, 1896.
- Guía Diamante de Montserrat, 1859.